# Дискографія Radiohead
Англійський рок-гурт Radiohead випустив дев'ять студійних альбомів, один концертний альбом, п'ять альбомів-компіляцій, один альбом реміксів, дев'ять відеоальбомів, сім мініальбомів, 32 сингли і 48 музичних кліпів. Їхній дебютний альбом Pablo Honey, випущений у лютому 1993 року, досяг 22 місця у Великій Британії, отримавши платиновий сертифікат у Великій Британії та США. Дебютний сингл «Creep» залишається їхнім найуспішнішим, увійшовши до десятки найкращих у кількох країнах. Їхній другий альбом The Bends, випущений у березні 1995 року, посів четверте місце у Великій Британії і став тричі платиновим.
Третій альбом Radiohead, OK Computer, вийшов у травні 1997 року. Він залишається найуспішнішим альбомом гурту, досягнувши першого місця у Великій Британії та Ірландії і десятки кращих у кількох інших країнах. Він став тричі платиновим і представив сингли «Paranoid Android», «Karma Police» та «No Surprises», які увійшли до десятки кращих у Великій Британії. Kid A вийшов у жовтні 2000 року, очоливши хіт-парад у Великобританії і ставши першим альбомом Radiohead в американському чарті Billboard 200. Amnesiac вийшов у травні 2001 року, очоливши хіт-парад Великобританії і представивши сингли «Pyramid Song» і «Knives Out». Альбом Hail to the Thief вийшов у червні 2003 року, завершивши контракт Radiohead з лейблом EMI. Це був четвертий поспіль альбом Radiohead, який посів перше місце у Великій Британії і був сертифікований як платиновий.
Radiohead випустили свій сьомий альбом In Rainbows у жовтні 2007 року у вигляді завантаження, за яке клієнти могли встановити власну ціну; після цього відбувся звичайний роздрібний реліз. За рік було продано понад три мільйони копій. «Nude» і «Jigsaw Falling into Place» були випущені як сингли; «Nude» стала першим хітом Radiohead, який потрапив до топ-40 американського хіт-параду Billboard Hot 100 з часів «Creep». У лютому 2011 року Radiohead випустили свій восьмий альбом, The King of Limbs. Він поклав край їхній серії альбомів номер один у Великій Британії, досягнувши сьомого місця, і є єдиним альбомом Radiohead, який не був сертифікований золотим у США. У квітні 2016 року, після придбання EMI компанією Universal Music, бек-каталог Radiohead перейшов до XL Recordings, які випустили роздрібні видання In Rainbows і The King of Limbs. Radiohead випустили свій дев'ятий альбом, A Moon Shaped Pool, у травні 2016 року, підтриманий синглами «Burn the Witch» і «Daydreaming».
У червні 2017 року Radiohead випустили ювілейне 20-те перевидання OK Computer, OK Computer OKNOTOK 1997 2017, до якого увійшли невидані треки, два з яких були випущені як сингли для завантаження: «I Promise» і «Man of War» У червні 2019 року кілька годин записів періоду OK Computer просочилися в мережу; у відповідь Radiohead зробили їх доступними для покупки онлайн у вигляді MiniDiscs (Hacked), а всі виручені кошти передали екологічній групі Extinction Rebellion. Kid A Mnesia, ювілейне перевидання, до якого увійшли Kid A, Amnesiac і раніше невиданий матеріал, вийшло в листопаді 2021 року, його просували за допомогою синглів «If You Say the Word» і «Follow Me Around».

## Альбоми

### Студійні альбоми
| Назва                                                                                | Деталі | Пікова чартова позиція | Пікова чартова позиція | Пікова чартова позиція | Пікова чартова позиція | Пікова чартова позиція | Пікова чартова позиція | Пікова чартова позиція | Пікова чартова позиція | Пікова чартова позиція | Пікова чартова позиція | Продажі                                      | Сертифікації |
| Назва                                                                                | Деталі | UK                     | AUS                    | BEL                    | CAN                    | FRA                    | GER                    | IRL                    | ITA                    | NLD                    | US                     | Продажі                                      | Сертифікації |
| ------------------------------------------------------------------------------------ | --- | ---------------------- | ---------------------- | ---------------------- | ---------------------- | ---------------------- | ---------------------- | ---------------------- | ---------------------- | ---------------------- | ---------------------- | -------------------------------------------- | --- |
| Pablo Honey                                                                          | - Реліз: 22 лютого 1993 - Лейбл: EMI (Великобританія) - Формати: CD, касета, LP                                                   | 22                     | 86                     | 28                     | 42                     | 108                    | —                      | 12                     | —                      | 61                     | 32                     | - США: 1,520,000                             | - BPI: 2× Platinum - ARIA: Gold - BEA: Platinum - MC: 2× Platinum - NVPI: Gold - RIAA: Platinum                                                |
| The Bends                                                                            | - Реліз: 8 березня 1995 - Лейбл: EMI (Великобританія) - Формати: CD, касета, LP, міні-диск                                        | 4                      | 23                     | 8                      | 14                     | 35                     | 73                     | 4                      | 88                     | 20                     | 88                     | - Великобританія: 1,248,350 - США: 1,540,000 | - BPI: 4× Platinum - BEA: Gold - FIMI: Gold - MC: 3× Platinum - NVPI: Gold - RIAA: Platinum                                                    |
| OK Computer                                                                          | - Реліз: 21 травня 1997 - Лейбл: EMI (Великобританія) - Формати: CD, касета, LP, міні-диск - Ремастирований реліз: 23 червня 2017 | 1                      | 7                      | 1                      | 2                      | 3                      | 13                     | 1                      | 6                      | 2                      | 21                     | - Великобританія: 1,579,415 - США: 2,560,000 | - BPI: 5× Platinum - ARIA: Platinum - BEA: 3× Platinum - FIMI: Platinum - MC: 5× Platinum - NVPI: Platinum - RIAA: 2× Platinum - SNEP: 2× Gold |
| Kid A                                                                                | - Реліз: 2 жовтня 2000 - Лейбл: EMI (Великобританія) - Формати: CD, касета, LP, міні-диск                                         | 1                      | 2                      | 3                      | 1                      | 1                      | 4                      | 1                      | 3                      | 4                      | 1                      | - Великобританія: 479,000 - США: 1,480,000   | - BPI: Platinum - ARIA: Platinum - FIMI: Gold - MC: 2× Platinum - RIAA: Platinum - SNEP: Platinum                                              |
| Amnesiac                                                                             | - Реліз: 30 травня 2001 - Лейбл: EMI (Великобританія) - Формати: CD, касета, LP                                                   | 1                      | 2                      | 3                      | 1                      | 2                      | 2                      | 1                      | 2                      | 3                      | 2                      | - Великобританія: 331,000 - США: 1,020,000   | - BPI: Platinum - ARIA: Gold - BEA: Gold - MC: Platinum - RIAA: Gold - SNEP: Gold                                                              |
| Hail to the Thief                                                                    | - Реліз: 9 червня 2003 - Лейбл: EMI (Великобританія) - Формати: CD, касета, LP                                                    | 1                      | 2                      | 1                      | 1                      | 1                      | 3                      | 1                      | 3                      | 4                      | 3                      | - США: 1,120,000                             | - BPI: Platinum - ARIA: Gold - BEA: Gold - MC: Platinum - RIAA: Gold - SNEP: Gold                                                              |
| In Rainbows                                                                          | - Реліз: 10 жовтня 2007 - Лейбл: Xurbia Xendless, XL (світ) - Формати: CD, LP, завантаження                                       | 1                      | 2                      | 2                      | 1                      | 1                      | 8                      | 1                      | 7                      | 7                      | 1                      | - США: 1,020,000                             | - BPI: Platinum - BEA: Gold - MC: Platinum - RIAA: Gold                                                                                        |
| The King of Limbs                                                                    | - Реліз: 18 лютого 2011 - Лейбл: Ticker Tape, XL (світ) - Формати: CD, LP, завантаження                                           | 7                      | 2                      | 7                      | 5                      | 8                      | 13                     | 7                      | 8                      | 3                      | 3                      | - США: 370,000                               | - BPI: Gold - MC: Gold |
| A Moon Shaped Pool                                                                   | - Реліз: 8 травня 2016 - Лейбл: XL (світ) - Формати: CD, LP, завантаження                                                         | 1                      | 2                      | 2                      | 2                      | 5                      | 3                      | 1                      | 2                      | 2                      | 3                      | - Канада: 33,000 - США: 173,000              | - BPI: Gold - ARIA: Gold - FIMI: Gold - MC: Platinum - RIAA: Gold - SNEP: Gold                                                                 |
| «—» позначено реліз, який не потрапив до чартів або не був виданий на цій території. | |                        |                        |                        |                        |                        |                        |                        |                        |                        |                        |                                              | |

### Концертні альбоми
| Назва                                         | Деталі                                                                             | Пікова чартова позиція | Пікова чартова позиція | Пікова чартова позиція | Пікова чартова позиція | Пікова чартова позиція | Пікова чартова позиція | Пікова чартова позиція | Пікова чартова позиція | Пікова чартова позиція | Пікова чартова позиція | Продажі        | Сертифікації  |
| Назва                                         | Деталі                                                                             | UK                     | AUS                    | BEL                    | FRA                    | GER                    | IRL                    | ITA                    | NLD                    | NOR                    | US                     | Продажі        | Сертифікації  |
| --------------------------------------------- | ---------------------------------------------------------------------------------- | ---------------------- | ---------------------- | ---------------------- | ---------------------- | ---------------------- | ---------------------- | ---------------------- | ---------------------- | ---------------------- | ---------------------- | -------------- | ------------- |
| I Might Be Wrong: Live Recordings             | - Реліз: 12 листопада 2001 (Великобританія) - Лейбл: EMI - Формати: CD, касета, LP | 23                     | 30                     | 38                     | 14                     | 76                     | 22                     | 23                     | 94                     | 19                     | 44                     | - США: 298,000 | - BPI: Silver |
| Hail to the Thief (Live Recordings 2003—2009) | - Реліз: 13 серпня 2025 - Лейбл: XL - Формати: CD, LP, цифрове завантаження        |                        |                        |                        |                        |                        |                        |                        |                        |                        |                        |                |               |

### Збірні альбоми
| Назва                                                                                | Деталі                                                                                      | Пікова чартова позиція | Пікова чартова позиція | Пікова чартова позиція | Пікова чартова позиція | Пікова чартова позиція | Пікова чартова позиція | Пікова чартова позиція | Пікова чартова позиція | Пікова чартова позиція | Пікова чартова позиція | Сертифікації                                                               |
| Назва                                                                                | Деталі                                                                                      | UK                     | AUS                    | BEL                    | CAN                    | FRA                    | GER                    | IRL                    | ITA                    | NLD                    | US                     | Сертифікації                                                               |
| ------------------------------------------------------------------------------------ | ------------------------------------------------------------------------------------------- | ---------------------- | ---------------------- | ---------------------- | ---------------------- | ---------------------- | ---------------------- | ---------------------- | ---------------------- | ---------------------- | ---------------------- | -------------------------------------------------------------------------- |
| Radiohead Box Set                                                                    | - Реліз: 10 грудня 2007 (Великобританія) - Лейбл: EMI - Формати: CD, завантаження, USB      | —                      | —                      | —                      | 95                     | 162                    | —                      | —                      | —                      | —                      | —                      |                                                                            |
| Radiohead: The Best Of                                                               | - Реліз: 2 червня 2008 (Великобританія) - Лейбл: Parlophone - Формати: CD, LP, завантаження | 4                      | 10                     | 1                      | 10                     | 39                     | 38                     | 1                      | 7                      | 9                      | 26                     | - BPI: Platinum - BEA: Gold - FIMI: Platinum - IRMA: Platinum - SNEP: Gold |
| OK Computer OKNOTOK 1997 2017                                                        | - Реліз: 23 червня 2017 (Великобританія) - Лейбл: XL - Формати: CD, LP, завантаження        | 2                      | 6                      | 6                      | 10                     | 12                     | 13                     | 2                      | 11                     | 5                      | 23                     | - BPI: Gold                                                                |
| MiniDiscs [Hacked]                                                                   | - Реліз: 11 червня 2019 - Лейбл: Самостійне видання - Формати: завантаження                 | —                      | —                      | —                      | —                      | —                      | —                      | —                      | —                      | —                      | —                      |                                                                            |
| Kid A Mnesia                                                                         | - Реліз: 5 листопада 2021 - Лейбл: XL - Формати: CD, касета, LP, завантаження               | 4                      | 3                      | 9                      | 34                     | 42                     | 7                      | 3                      | 29                     | 6                      | 12                     |                                                                            |
| «—» позначено реліз, який не потрапив до чартів або не був виданий на цій території. |                                                                                             |                        |                        |                        |                        |                        |                        |                        |                        |                        |                        |                                                                            |

### Альбоми реміксів
| Назва            | Деталі                                                                                 | Пікова чартова позиція | Пікова чартова позиція | Пікова чартова позиція | Пікова чартова позиція | Пікова чартова позиція | Пікова чартова позиція | Пікова чартова позиція | Пікова чартова позиція | Пікова чартова позиція |
| Назва            | Деталі                                                                                 | UK                     | BEL                    | FRA                    | IRL                    | ITA                    | JPN                    | NLD                    | SWI                    | US                     |
| ---------------- | -------------------------------------------------------------------------------------- | ---------------------- | ---------------------- | ---------------------- | ---------------------- | ---------------------- | ---------------------- | ---------------------- | ---------------------- | ---------------------- |
| TKOL RMX 1234567 | - Реліз: 16 вересня 2011 (Японія) - Лейбл: Ticker Tape, XL - Формати: CD, завантаження | 34                     | 43                     | 79                     | 48                     | 63                     | 48                     | 74                     | 95                     | 50                     |

### Демо-альбоми
- «On a Friday» (1986) (як On a Friday) (записано в музичній кімнаті Абінгдонської школи)
- Medicinal Sounds (1987) (як On a Friday) (записано у Sphincter Studios у Марчамі)[55]
- «Gripe» (1988) (як On a Friday) (записано у Woodworm Studios)
- «The Greatest Shindig» (1990) (як Shindig) (записано у Кліфтон Хемпден та Нанехем Кортні на домашньому 4-доріжковому магнітофоні)
- Untitled (або «Dungeon Demo») (1991) (як On a Friday) (записано у Dungeon Studios)
- First Tapes (або Manic Hedgehog) (1991) (як On a Friday) (записано у Courtyard Studios)

### Відеоальбоми
| Назва                                                                                | Деталі                                                                                      | Пікова чартова позиція | Пікова чартова позиція | Пікова чартова позиція | Сертифікації                 |
| Назва                                                                                | Деталі                                                                                      | UK Video               | JPN                    | US Video               | Сертифікації                 |
| ------------------------------------------------------------------------------------ | ------------------------------------------------------------------------------------------- | ---------------------- | ---------------------- | ---------------------- | ---------------------------- |
| Live at the Astoria                                                                  | - Реліз: 13 березня 1995 (Великобританія) - Лейбл: Parlophone, EMI - Формати: VHS, DVD      | —                      | 161                    | 9                      | - BPI: Gold                  |
| 7 Television Commercials                                                             | - Реліз: 4 травня 1998 (UK) - Лейбл: Parlophone, EMI - Формати: VHS, DVD                    | —                      | —                      | 14                     | - BPI: Platinum - RIAA: Gold |
| Meeting People Is Easy                                                               | - Реліз: 30 листопада 1998 (UK) - Лейбл: Parlophone, EMI - Формати: DVD, VHS                | —                      | 261                    | 2                      | - BPI: Gold - RIAA: Platinum |
| The Most Gigantic Lying Mouth of All Time                                            | - Реліз: 1 грудня 2004 (UK) - Лейбл: W.A.S.T.E. - Формати: DVD                              | —                      | —                      | —                      |                              |
| Radiohead: The Best Of                                                               | - Реліз: 23 червня 2008 (UK) - Лейбл: Parlophone - Формати: DVD                             | —                      | 20                     | —                      |                              |
| In Rainbows – From the Basement                                                      | - Реліз: 24 червня 2008 (UK) - Лейбл: Xurbia Xendless - Формати: завантаження               | —                      | —                      | —                      |                              |
| The King of Limbs: Live from the Basement                                            | - Реліз: 19 грудня 2011 (UK) - Лейбл: Ticker Tape, XL - Формати: Blu-ray, DVD, завантаження | 10                     | 74                     | —                      |                              |
| «—» позначено реліз, який не потрапив до чартів або не був виданий на цій території. |                                                                                             |                        |                        |                        |                              |

## Мініальбоми
| Назва                                                                                | Деталі                                                                                 | Пікова чартова позиція | Пікова чартова позиція | Пікова чартова позиція | Пікова чартова позиція | Пікова чартова позиція | Пікова чартова позиція | Пікова чартова позиція | Пікова чартова позиція | Пікова чартова позиція | Сертифікації                 |
| Назва                                                                                | Деталі                                                                                 | UK                     | AUT                    | BEL                    | FRA                    | IRL                    | JPN                    | NLD                    | NOR                    | US                     | Сертифікації                 |
| ------------------------------------------------------------------------------------ | -------------------------------------------------------------------------------------- | ---------------------- | ---------------------- | ---------------------- | ---------------------- | ---------------------- | ---------------------- | ---------------------- | ---------------------- | ---------------------- | ---------------------------- |
| Drill                                                                                | - Реліз: 5 травня 1992 (Великобританія) - Лейбл: Parlophone - Формати: CD, касета, 12" | 101                    | —                      | —                      | —                      | —                      | —                      | —                      | —                      | —                      |                              |
| Itch                                                                                 | - Реліз: 1 червня 1994 (Японія) - Лейбл: EMI - Формати: CD                             | —                      | —                      | —                      | —                      | —                      | —                      | —                      | —                      | —                      |                              |
| My Iron Lung                                                                         | - Реліз: 26 вересня 1994 (Великобританія) - Лейбл: EMI - Формати: CD, 12"              | 24                     | —                      | —                      | —                      | 39                     | 209                    | —                      | —                      | —                      | - BPI: Gold - ARIA: Platinum |
| No Surprises / Running from Demons                                                   | - Реліз: 10 грудня 1997 (Японія) - Лейбл: Parlophone - Формати: CD                     | —                      | —                      | —                      | —                      | —                      | —                      | —                      | —                      | —                      |                              |
| Airbag / How Am I Driving?                                                           | - Реліз: 21 квітня 1998 (Великобританія) - Лейбл: EMI - Формати: CD                    | —                      | —                      | 91                     | 159                    | 15                     | —                      | —                      | —                      | 56                     | - BPI: Silver                |
| Com Lag (2plus2isfive)                                                               | - Реліз: 24 March 2004 (Японія) - Лейбл: EMI - Формати: CD                             | 37                     | 75                     | 45                     | 59                     | 66                     | 25                     | 62                     | 19                     | —                      |                              |
| In Rainbows Disk 2                                                                   | - Реліз: 3 грудня 2007 - Лейбл: XL (світ) - Формати: CD                                | —                      | —                      | —                      | —                      | —                      | —                      | —                      | —                      | —                      |                              |
| «—» позначено реліз, який не потрапив до чартів або не був виданий на цій території. |                                                                                        |                        |                        |                        |                        |                        |                        |                        |                        |                        |                              |

## Сингли
| Назва                                                                                | Рік  | Пікова чартова позиція | Пікова чартова позиція | Пікова чартова позиція | Пікова чартова позиція | Пікова чартова позиція | Пікова чартова позиція | Пікова чартова позиція | Пікова чартова позиція | Пікова чартова позиція | Пікова чартова позиція | Сертифікації                                                                              | Альбом                                    |
| Назва                                                                                | Рік  | UK                     | AUS                    | BEL                    | CAN                    | FRA                    | IRL                    | ITA                    | NLD                    | NZ                     | US                     | Сертифікації                                                                              | Альбом                                    |
| ------------------------------------------------------------------------------------ | ---- | ---------------------- | ---------------------- | ---------------------- | ---------------------- | ---------------------- | ---------------------- | ---------------------- | ---------------------- | ---------------------- | ---------------------- | ----------------------------------------------------------------------------------------- | ----------------------------------------- |
| «Creep»                                                                              | 1992 | 7                      | 6                      | 8                      | 30                     | 4                      | 13                     | 58                     | 13                     | 19                     | 34                     | - BPI: 2× Platinum - ARIA: Gold - MC: 6× Platinum - FIMI: 2× Platinum - RMNZ: 3× Platinum | Pablo Honey                               |
| «Anyone Can Play Guitar»                                                             | 1993 | 32                     | 97                     | —                      | —                      | —                      | —                      | —                      | —                      | —                      | —                      |                                                                                           | Pablo Honey                               |
| «Pop Is Dead»                                                                        | 1993 | 42                     | —                      | —                      | —                      | —                      | —                      | —                      | —                      | —                      | —                      |                                                                                           | Позаальбомний сингл                       |
| «Stop Whispering»                                                                    | 1993 | —                      | 131                    | —                      | —                      | —                      | —                      | —                      | —                      | —                      | —                      |                                                                                           | Pablo Honey                               |
| «My Iron Lung»                                                                       | 1994 | 24                     | 100                    | —                      | 5                      | —                      | —                      | —                      | —                      | —                      | —                      |                                                                                           | The Bends                                 |
| «High and Dry» / «Planet Telex»                                                      | 1995 | 17                     | 62                     | —                      | 31                     | —                      | 40                     | —                      | —                      | 22                     | 78                     | - BPI: Gold - MC: 2× Platinum - FIMI: Gold                                                | The Bends                                 |
| «Fake Plastic Trees»                                                                 | 1995 | 20                     | 132                    | —                      | 62                     | —                      | —                      | —                      | —                      | 22                     | —                      | - BPI: Gold - MC: Platinum                                                                | The Bends                                 |
| «Just»                                                                               | 1995 | 19                     | 127                    | —                      | —                      | —                      | —                      | —                      | —                      | —                      | —                      | - BPI: Silver - MC: Gold                                                                  | The Bends                                 |
| «Street Spirit (Fade Out)»                                                           | 1996 | 5                      | 114                    | —                      | 57                     | —                      | 25                     | —                      | 26                     | —                      | —                      | - BPI: Silver                                                                             | The Bends                                 |
| «The Bends»                                                                          | 1996 | —                      | —                      | —                      | —                      | —                      | 26                     | —                      | —                      | —                      | —                      |                                                                                           | The Bends                                 |
| «Paranoid Android»                                                                   | 1997 | 3                      | 29                     | 65                     | —                      | —                      | 4                      | 11                     | 61                     | —                      | —                      | - BPI: Gold - MC: Gold                                                                    | OK Computer                               |
| «Karma Police»                                                                       | 1997 | 8                      | 71                     | 35                     | 59                     | 153                    | 15                     | 16                     | 50                     | 32                     | —                      | - BPI: Platinum - MC: Platinum - FIMI: Platinum                                           | OK Computer                               |
| «Lucky»                                                                              | 1997 | —                      | —                      | —                      | —                      | —                      | —                      | —                      | —                      | —                      | —                      |                                                                                           | OK Computer                               |
| «No Surprises»                                                                       | 1998 | 4                      | 47                     | 63                     | —                      | 31                     | 13                     | —                      | 58                     | 23                     | —                      | - BPI: Platinum - MC: Gold - FIMI: Gold                                                   | OK Computer                               |
| «Pyramid Song»                                                                       | 2001 | 5                      | 25                     | 62                     | 2                      | 19                     | 10                     | 6                      | 23                     | —                      | —                      |                                                                                           | Amnesiac                                  |
| «Knives Out»                                                                         | 2001 | 13                     | 56                     | —                      | 1                      | 46                     | 25                     | 17                     | 63                     | —                      | —                      |                                                                                           | Amnesiac                                  |
| «There There»                                                                        | 2003 | 4                      | 28                     | 39                     | 1                      | 54                     | 7                      | 5                      | 48                     | —                      | —                      |                                                                                           | Hail to the Thief                         |
| «Go to Sleep»                                                                        | 2003 | 12                     | 39                     | 60                     | 2                      | 87                     | 11                     | 9                      | 55                     | —                      | —                      |                                                                                           | Hail to the Thief                         |
| «2 + 2 = 5»                                                                          | 2003 | 15                     | 54                     | —                      | 2                      | 64                     | 36                     | 12                     | 99                     | —                      | —                      |                                                                                           | Hail to the Thief                         |
| «Jigsaw Falling into Place»                                                          | 2008 | 30                     | —                      | 62                     | —                      | 55                     | 32                     | —                      | —                      | —                      | —                      |                                                                                           | In Rainbows                               |
| «Nude»                                                                               | 2008 | 21                     | —                      | 12                     | 8                      | 76                     | 18                     | 2                      | 8                      | 23                     | 37                     | - MC: Gold                                                                                | In Rainbows                               |
| «Harry Patch (In Memory Of)»                                                         | 2009 | —                      | —                      | —                      | —                      | —                      | —                      | —                      | —                      | —                      | —                      |                                                                                           | Позаальбомний сингл                       |
| «These Are My Twisted Words»                                                         | 2009 | —                      | —                      | —                      | —                      | —                      | —                      | —                      | —                      | —                      | —                      |                                                                                           | Позаальбомний сингл                       |
| «Supercollider» / «The Butcher»                                                      | 2011 | —                      | —                      | —                      | —                      | —                      | —                      | —                      | —                      | —                      | —                      |                                                                                           | Позаальбомний сингл                       |
| «The Daily Mail» / «Staircase»                                                       | 2011 | 71                     | —                      | —                      | —                      | —                      | —                      | —                      | —                      | —                      | —                      |                                                                                           | The King of Limbs: Live from the Basement |
| «Spectre»                                                                            | 2015 | —                      | —                      | —                      | —                      | —                      | —                      | —                      | —                      | —                      | —                      |                                                                                           | Позаальбомний сингл                       |
| «Burn the Witch»                                                                     | 2016 | 64                     | 63                     | 69                     | 83                     | 51                     | 51                     | 74                     | —                      | —                      | —                      | - MC: Gold                                                                                | A Moon Shaped Pool                        |
| «Daydreaming»                                                                        | 2016 | 74                     | 73                     | 98                     | —                      | 28                     | 84                     | 88                     | —                      | —                      | —                      |                                                                                           | A Moon Shaped Pool                        |
| «I Promise»                                                                          | 2017 | —                      | —                      | —                      | —                      | 136                    | —                      | —                      | —                      | —                      | —                      |                                                                                           | OK Computer OKNOTOK 1997 2017             |
| «Man of War»                                                                         | 2017 | —                      | —                      | —                      | —                      | 178                    | —                      | —                      | —                      | —                      | —                      |                                                                                           | OK Computer OKNOTOK 1997 2017             |
| «If You Say the Word»                                                                | 2021 | —                      | —                      | —                      | —                      | —                      | —                      | —                      | —                      | —                      | —                      |                                                                                           | Kid A Mnesia                              |
| «Follow Me Around»                                                                   | 2021 | —                      | —                      | —                      | —                      | —                      | —                      | —                      | —                      | —                      | —                      |                                                                                           | Kid A Mnesia                              |
| «—» позначено реліз, який не потрапив до чартів або не був виданий на цій території. |      |                        |                        |                        |                        |                        |                        |                        |                        |                        |                        |                                                                                           |                                           |

### Промо-сингли
| Назва                                                                                | Рік  | Пікова чартова позиція | Пікова чартова позиція | Пікова чартова позиція | Пікова чартова позиція | Пікова чартова позиція | Пікова чартова позиція | Пікова чартова позиція | Пікова чартова позиція | Пікова чартова позиція | Пікова чартова позиція | Сертифікації | Альбом                   |
| Назва                                                                                | Рік  | UK                     | BEL                    | CAN Rock               | FRA                    | ITA                    | MEX                    | POL                    | SCO                    | US Bub.                | US Rock                | Сертифікації | Альбом                   |
| ------------------------------------------------------------------------------------ | ---- | ---------------------- | ---------------------- | ---------------------- | ---------------------- | ---------------------- | ---------------------- | ---------------------- | ---------------------- | ---------------------- | ---------------------- | ------------ | ------------------------ |
| «Let Down»                                                                           | 1997 | —                      | —                      | —                      | —                      | —                      | —                      | —                      | —                      | —                      | —                      |              | OK Computer              |
| «Airbag»                                                                             | 1998 | —                      | —                      | —                      | —                      | —                      | —                      | —                      | —                      | —                      | —                      |              | OK Computer              |
| «How to Disappear Completely»                                                        | 2000 | —                      | —                      | —                      | —                      | —                      | —                      | —                      | —                      | —                      | —                      |              | Kid A                    |
| «Idioteque»                                                                          | 2000 | —                      | —                      | —                      | —                      | —                      | —                      | —                      | —                      | —                      | —                      |              | Kid A                    |
| «The National Anthem»                                                                | 2000 | —                      | —                      | —                      | —                      | —                      | —                      | —                      | —                      | —                      | —                      |              | Kid A                    |
| «Optimistic»                                                                         | 2000 | —                      | —                      | —                      | —                      | —                      | —                      | 23                     | —                      | —                      | —                      |              | Kid A                    |
| «I Might Be Wrong»                                                                   | 2001 | —                      | —                      | —                      | —                      | —                      | —                      | —                      | —                      | —                      | —                      |              | Amnesiac                 |
| «I Want None of This»                                                                | 2005 | —                      | —                      | —                      | —                      | —                      | —                      | —                      | —                      | —                      | —                      |              | Help!: A Day in the Life |
| «House of Cards»                                                                     | 2008 | —                      | —                      | —                      | —                      | —                      | —                      | 6                      | —                      | —                      | —                      | - MC: Gold   | In Rainbows              |
| «Bodysnatchers»                                                                      | 2008 | —                      | —                      | 22                     | —                      | —                      | —                      | —                      | —                      | —                      | —                      |              | In Rainbows              |
| «Reckoner»                                                                           | 2008 | 74                     | —                      | —                      | 127                    | —                      | —                      | 21                     | —                      | 21                     | —                      | - MC: Gold   | In Rainbows              |
| «All I Need»                                                                         | 2009 | —                      | —                      | —                      | —                      | —                      | —                      | —                      | —                      | —                      | —                      | - MC: Gold   | In Rainbows              |
| «Lotus Flower»                                                                       | 2011 | 165                    | 66                     | 38                     | —                      | 91                     | 25                     | 19                     | —                      | —                      | 41                     |              | The King of Limbs        |
| «Present Tense»                                                                      | 2016 | —                      | —                      | —                      | —                      | —                      | 36                     | —                      | —                      | —                      | —                      |              | A Moon Shaped Pool       |
| «Identikit»                                                                          | 2016 | —                      | —                      | —                      | —                      | —                      | —                      | —                      | —                      | —                      | —                      |              | A Moon Shaped Pool       |
| «Ill Wind»                                                                           | 2019 | —                      | —                      | —                      | 40                     | —                      | —                      | 21                     | 60                     | —                      | —                      |              | A Moon Shaped Pool       |
| «—» позначено реліз, який не потрапив до чартів або не був виданий на цій території. |      |                        |                        |                        |                        |                        |                        |                        |                        |                        |                        |              |                          |

## Інші пісні, що потрапили до чартів або сертифіковані
| «Exit Music»                                                                         | 1997 | ― | ―  | ―   | ―  | ― | ―  | - BPI: Silver | OK Computer        |
| «Everything in Its Right Place»                                                      | 2000 | ― | ―  | ―   | ―  | ― | ―  | - MC: Gold    | Kid A              |
| «15 Step»                                                                            | 2007 | ― | ―  | ―   | ―  | ― | ―  | - MC: Gold    | In Rainbows        |
| «Codex»                                                                              | 2011 | ― | 39 | ―   | ―  | ― | ―  |               | The King of Limbs  |
| «Bloom»                                                                              | 2011 | 6 | ―  | ―   | 16 | 7 | ―  |               | TKOL RMX 1234567   |
| «Morning Mr. Magpie»                                                                 | 2011 | 4 | ―  | ―   | 15 | 3 | ―  |               | TKOL RMX 1234567   |
| «Little By Little»                                                                   | 2011 | 3 | ―  | ―   | 8  | 2 | ―  |               | TKOL RMX 1234567   |
| «Feral»                                                                              | 2011 | 6 | ―  | ―   | 23 | 6 | ―  |               | TKOL RMX 1234567   |
| «Give Up the Ghost»                                                                  | 2011 | 7 | ―  | ―   | 14 | 4 | ―  |               | TKOL RMX 1234567   |
| «Good Evening Mrs. Magpie»                                                           | 2011 | 7 | ―  | ―   | 15 | 5 | ―  |               | TKOL RMX 1234567   |
| «True Love Waits»                                                                    | 2016 | ― | ―  | 181 | ―  | ― | 43 |               | A Moon Shaped Pool |
| «—» позначено реліз, який не потрапив до чартів або не був виданий на цій території. |      |   |    |     |    |   |    |               |                    |

## Музичні відео
| Назва                                              | Рік  | Режисер(и)                                                              |
| -------------------------------------------------- | ---- | ----------------------------------------------------------------------- |
| «Creep»                                            | 1993 | Бретт Тернбулл                                                          |
| «Anyone Can Play Guitar»                           | 1993 | Дуайт Кларк                                                             |
| «Pop Is Dead»                                      | 1993 | Дуайт Кларк                                                             |
| «Stop Whispering»                                  | 1993 | Джеффрі Планскер                                                        |
| «My Iron Lung»                                     | 1994 | Бретт Тернбулл                                                          |
| «High and Dry» (version 1)                         | 1995 | Девід Молд                                                              |
| «Fake Plastic Trees»                               | 1995 | Джейк Скотт                                                             |
| «Just»                                             | 1995 | Джеймі Трейвс                                                           |
| «Lucky»                                            | 1995 | Н/Д                                                                     |
| «High and Dry» (version 2)                         | 1996 | Пол Каннінгем                                                           |
| «Street Spirit (Fade Out)»                         | 1996 | Джонатан Ґлейзер                                                        |
| «Paranoid Android»                                 | 1997 | Магнус Карлссон                                                         |
| «Let Down»                                         | 1997 | Саймон Хілтон                                                           |
| «Karma Police»                                     | 1997 | Джонатан Ґлейзер                                                        |
| «Fitter Happier»                                   | 1997 | Джеймс Енгвелл                                                          |
| «No Surprises»                                     | 1998 | Грант Ґі                                                                |
| «Palo Alto»                                        | 1999 | Грант Ґі                                                                |
| Kid A promotional blips                            | 2000 | Кріс Бран, Shynola, Стенлі Донвуд                                       |
| «Idioteque» (version 1; «Blinking Bear» version)   | 2000 | Кріс Бран                                                               |
| «Idioteque» (version 2)                            | 2000 | Грант Ґі                                                                |
| «Motion Picture Soundtrack»                        | 2001 | Стенлі Донвуд, Shynola                                                  |
| «The National Anthem» ([MTV Latin America contest) | 2001 | Хуан Феррейра                                                           |
| «Pyramid Song»                                     | 2001 | Shynola                                                                 |
| «Knives Out»                                       | 2001 | Мішель Гондрі                                                           |
| «I Might Be Wrong» (version 1)                     | 2001 | Кріс Бран                                                               |
| «I Might Be Wrong» (version 2)                     | 2001 | Софі Мюллер                                                             |
| «Push Pulk/Spinning Plates»                        | 2001 | Джонні Хардстафф                                                        |
| «How to Disappear Completely» (live)               | 2001 | Н/Д                                                                     |
| «There There»                                      | 2003 | Кріс Хоупвелл                                                           |
| «Go to Sleep»                                      | 2003 | Алекс Реттерфорд                                                        |
| «Sit Down, Stand Up»                               | 2003 | Ед Холдсворт                                                            |
| «2 + 2 = 5» (live)                                 | 2003 | Фаб'єн Реймонд                                                          |
| «Jigsaw Falling into Place»                        | 2007 | Адам Бакстон і Гарт Дженнінгс (Співрежисер «Jigsaw Falling into Place») |
| «Nude»                                             | 2008 | Адам Бакстон і Гарт Дженнінгс (Співрежисер «Jigsaw Falling into Place») |
| «All I Need»                                       | 2008 | Джон Сіл, Стів Роджерс                                                  |
| «House of Cards»                                   | 2008 | Джеймс Фрост                                                            |
| «Reckoner»                                         | 2008 | Клемент Пікон                                                           |
| «Weird Fishes/Arpeggi»                             | 2008 | Тобіас Стретч                                                           |
| «Videotape»                                        | 2008 | Вольфганг Джайзер, Клаус Вінтер                                         |
| «15 Step»                                          | 2008 | Кота Тоторі                                                             |
| «Lotus Flower»                                     | 2011 | Гарт Дженнінгс                                                          |
| «Burn the Witch»                                   | 2016 | Кріс Хоупвелл                                                           |
| «Daydreaming»                                      | 2016 | Пол Томас Андерсон                                                      |
| A Moon Shaped Pool vignettes                       | 2016 | Різні (Річард Айоаді, Бен Вітлі, Йоргос Лантімос та ін.)                |
| «Present Tense»                                    | 2016 | Пол Томас Андерсон                                                      |
| «The Numbers»                                      | 2016 | Пол Томас Андерсон                                                      |
| «I Promise»                                        | 2017 | Міхал Марчак                                                            |
| «Man of War»                                       | 2017 | Колін Рід                                                               |
| «Lift»                                             | 2017 | Оскар Хадсон                                                            |
| «If You Say the Word»                              | 2021 | Каспер Хеггстрем                                                        |
| «Follow Me Around»                                 | 2021 | Кріс Барретт, Люк Тейлор                                                |